# Mundialito de Voleibol Masculino de 1982
O Mundialito de Voleibol de 1982 foi um torneio sediado no Brasil e que serviu de preparação para o Mundial que ocorreria na Argentina no mesmo ano.
Foi a primeira competição de voleibol transmitida ao vivo pela TV no Brasil.
Neste torneio, o jogador brasileiro Bernard, apresentou ao mundo o saque Jornada nas Estrelas.
O jogo contra o Japão é considerado por Bernardinho o seu melhor momento como jogador. O Brasil já havia perdido o primeiro set, e perdia o segundo por 9 a 1, quando ele entrou, e ajudou o Brasil a virar o set.

## Fase de Grupos

### Grupo A
| Equipe        | V | D | Sets A Favor | Sets Contra |
| ------------- | - | - | ------------ | ----------- |
| Brasil        | 5 | 0 | 15           | 3           |
| Japão         | 4 | 1 | 13           | 5           |
| Bulgária      | 3 | 2 | 10           | 8           |
| Coreia do Sul | 2 | 3 | 9            | 11          |
| México        | 1 | 4 | 5            | 12          |
| França        | 0 | 5 | 2            | 15          |

|               | Brasil | Japão | Bulgária | Coreia do Sul | México | França |
| ------------- | ------ | ----- | -------- | ------------- | ------ | ------ |
| Brasil        | —      | 3–1   | 3–0      | 3–1           | 3–1    | 3–0    |
| Japão         | 1–3    | —     | 3–1      | 3–1           | 3–0    | 3–0    |
| Bulgária      | 0–3    | 1–3   | —        | 3–1           | 3–0    | 3–1    |
| Coreia do Sul | 1–3    | 1–3   | 1–3      | —             | 3–1    | 3–1    |
| México        | 1–3    | 0–3   | 0–3      | 1–3           | —      | 3–0    |
| França        | 0–3    | 0–3   | 1–3      | 1–3           | 0–3    | —      |

Dia 1
| 17 de Setembro de 1982 17:00 Relatório | Bulgária | 3 – 0                         | México      | Ginásio do Maracanãzinho, Rio de Janeiro |
| 17 de Setembro de 1982 17:00 Relatório | 15 – –   | Set 1 Set 2 Set 3 Set 4 Set 5 | 4 10 11 – – | Ginásio do Maracanãzinho, Rio de Janeiro |

| 17 de Setembro de 1982 19:00 Relatório | Japão         | 3 – 1                         | Coreia do Sul | Ginásio do Maracanãzinho, Rio de Janeiro |
| 17 de Setembro de 1982 19:00 Relatório | 13 15 18 15 – | Set 1 Set 2 Set 3 Set 4 Set 5 | 15 10 16 3 –  | Ginásio do Maracanãzinho, Rio de Janeiro |

| 17 de Setembro de 1982 21:00 Relatório | Brasil | 3 – 0                         | França      | Ginásio do Maracanãzinho, Rio de Janeiro |
| 17 de Setembro de 1982 21:00 Relatório | 15 – – | Set 1 Set 2 Set 3 Set 4 Set 5 | 7 13 11 – – | Ginásio do Maracanãzinho, Rio de Janeiro |

Dia 2
| 18 de Setembro de 1982 16:00 Relatório | Bulgária   | 3 – 1                         | França     | Ginásio do Maracanãzinho, Rio de Janeiro |
| 18 de Setembro de 1982 16:00 Relatório | 15 13 15 – | Set 1 Set 2 Set 3 Set 4 Set 5 | 7 8 15 6 – | Ginásio do Maracanãzinho, Rio de Janeiro |

| 18 de Setembro de 1982 18:00 Relatório | Coreia do Sul | 3 – 1                         | México      | Ginásio do Maracanãzinho, Rio de Janeiro |
| 18 de Setembro de 1982 18:00 Relatório | 8 15 –        | Set 1 Set 2 Set 3 Set 4 Set 5 | 15 10 3 6 – | Ginásio do Maracanãzinho, Rio de Janeiro |

| 18 de Setembro de 1982 21:00 Relatório | Brasil  | 3 – 1                         | Japão       | Ginásio do Maracanãzinho, Rio de Janeiro |
| 18 de Setembro de 1982 21:00 Relatório | 13 15 – | Set 1 Set 2 Set 3 Set 4 Set 5 | 15 11 3 8 – | Ginásio do Maracanãzinho, Rio de Janeiro |

| “ | “Foi o melhor momento da minha vida como jogador” | ” |

Dia 3
| 19 de Setembro de 1982 17:00 Relatório | Japão  | 3 – 0                         | França   | Ginásio do Maracanãzinho, Rio de Janeiro |
| 19 de Setembro de 1982 17:00 Relatório | 15 – – | Set 1 Set 2 Set 3 Set 4 Set 5 | 5 12 – – | Ginásio do Maracanãzinho, Rio de Janeiro |

| 19 de Setembro de 1982 19:00 Relatório | Bulgária | 3 – 1                         | Coreia do Sul | Ginásio do Maracanãzinho, Rio de Janeiro |
| 19 de Setembro de 1982 19:00 Relatório | 11 15 –  | Set 1 Set 2 Set 3 Set 4 Set 5 | 15 9 11 11 –  | Ginásio do Maracanãzinho, Rio de Janeiro |

| 19 de Setembro de 1982 21:00 Relatório | Brasil     | 3 – 1                         | México      | Ginásio do Maracanãzinho, Rio de Janeiro |
| 19 de Setembro de 1982 21:00 Relatório | 15 12 15 – | Set 1 Set 2 Set 3 Set 4 Set 5 | 4 15 9 13 – | Ginásio do Maracanãzinho, Rio de Janeiro |

Dia 5
| 21 de Setembro de 1982 17:00 Relatório | México | 3 – 0                         | França     | Ginásio do Maracanãzinho, Rio de Janeiro |
| 21 de Setembro de 1982 17:00 Relatório | 15 – – | Set 1 Set 2 Set 3 Set 4 Set 5 | 8 7 11 – – | Ginásio do Maracanãzinho, Rio de Janeiro |

| 21 de Setembro de 1982 19:00 Relatório | Japão     | 3 – 1                         | Bulgária     | Ginásio do Maracanãzinho, Rio de Janeiro |
| 21 de Setembro de 1982 19:00 Relatório | 15 8 15 – | Set 1 Set 2 Set 3 Set 4 Set 5 | 12 15 12 4 – | Ginásio do Maracanãzinho, Rio de Janeiro |

| 21 de Setembro de 1982 21:00 Relatório | Brasil | 3 – 1                         | Coreia do Sul | Ginásio do Maracanãzinho, Rio de Janeiro |
| 21 de Setembro de 1982 21:00 Relatório | 15 –   | Set 1 Set 2 Set 3 Set 4 Set 5 | 17 11 12 7 –  | Ginásio do Maracanãzinho, Rio de Janeiro |

Dia7
| 23 de Setembro de 1982 17:00 Relatório | Japão  | 3 – 0                         | México  | Ginásio do Maracanãzinho, Rio de Janeiro |
| 23 de Setembro de 1982 17:00 Relatório | 15 – – | Set 1 Set 2 Set 3 Set 4 Set 5 | 5 9 – – | Ginásio do Maracanãzinho, Rio de Janeiro |

| 23 de Setembro de 1982 19:00 Relatório | Coreia do Sul | 3 – 1                         | França      | Ginásio do Maracanãzinho, Rio de Janeiro |
| 23 de Setembro de 1982 19:00 Relatório | 12 15 –       | Set 1 Set 2 Set 3 Set 4 Set 5 | 15 6 10 6 – | Ginásio do Maracanãzinho, Rio de Janeiro |

Dia8
| 24 de Setembro de 1982 21:00 Relatório | Brasil    | 3 – 0                         | Bulgária    | Ginásio do Maracanãzinho, Rio de Janeiro |
| 24 de Setembro de 1982 21:00 Relatório | 16 15 – – | Set 1 Set 2 Set 3 Set 4 Set 5 | 14 11 2 – – | Ginásio do Maracanãzinho, Rio de Janeiro |

### Grupo B
| Equipe          | V | D | Sets A Favor | Sets Contra |
| --------------- | - | - | ------------ | ----------- |
| União Soviética | 4 | 1 | 12           | 4           |
| China           | 4 | 1 | 14           | 5           |
| Chéquia         | 4 | 1 | 12           | 7           |
| Romênia         | 2 | 3 | 9            | 9           |
| Argentina       | 1 | 4 | 4            | 12          |
| Canadá          | 0 | 5 | 1            | 15          |

|                 | União Soviética | China | Chéquia | Romênia | Argentina | Canadá |
| --------------- | --------------- | ----- | ------- | ------- | --------- | ------ |
| União Soviética | —               | 0–3   | 3–0     | 3–0     | 3–0       | 3–0    |
| China           | 3–0             | —     | 2–3     | 3–1     | 3–0       | 3–1    |
| Chéquia         | 0–3             | 3–2   | —       | 3–2     | 3–0       | 3–0    |
| Romênia         | 0–3             | 1–3   | 2–3     | —       | 3–0       | 3–0    |
| Argentina       | 0–3             | 0–3   | 0–3     | 0–3     | —         | 3–0    |
| Canadá          | 0–3             | 1–3   | 0–3     | 0–3     | 0–3       | —      |

Dia 1
| 17 de Setembro de 1982 17:00 Relatório | China      | 3 – 1                         | Canadá       |  |
| 17 de Setembro de 1982 17:00 Relatório | 15 12 15 – | Set 1 Set 2 Set 3 Set 4 Set 5 | 12 15 12 3 – |  |

| 17 de Setembro de 1982 19:00 Relatório | União Soviética | 3 – 1                         | Argentina    |  |
| 17 de Setembro de 1982 19:00 Relatório | 15 12 15 17 –   | Set 1 Set 2 Set 3 Set 4 Set 5 | 13 15 7 15 – |  |

| 17 de Setembro de 1982 21:00 Relatório | Chéquia     | 3 – 2                         | Romênia     |  |
| 17 de Setembro de 1982 21:00 Relatório | 14 15 12 15 | Set 1 Set 2 Set 3 Set 4 Set 5 | 16 9 15 9 6 |  |

Dia2
| 18 de Setembro de 1982 15:00 Relatório | Romênia | 3 – 0                         | Canadá  |  |
| 18 de Setembro de 1982 15:00 Relatório | 15 – –  | Set 1 Set 2 Set 3 Set 4 Set 5 | 6 8 – – |  |

| 18 de Setembro de 1982 17:00 Relatório | União Soviética | 3 – 0                         | Chéquia    |  |
| 18 de Setembro de 1982 17:00 Relatório | 17 15 – –       | Set 1 Set 2 Set 3 Set 4 Set 5 | 15 7 6 – – |  |

| 18 de Setembro de 1982 17:00 Relatório | China  | 3 – 0                         | Argentina  |  |
| 18 de Setembro de 1982 17:00 Relatório | 15 – – | Set 1 Set 2 Set 3 Set 4 Set 5 | 4 7 10 – – |  |

Dia4
| 20 de Setembro de 1982 17:00 Relatório | Argentina | 3 – 0                         | Canadá      |  |
| 20 de Setembro de 1982 17:00 Relatório | 15 – –    | Set 1 Set 2 Set 3 Set 4 Set 5 | 9 12 13 – – |  |

| 20 de Setembro de 1982 19:00 Relatório | Chéquia     | 3 – 2                         | China      |  |
| 20 de Setembro de 1982 19:00 Relatório | 10 15 11 15 | Set 1 Set 2 Set 3 Set 4 Set 5 | 15 11 15 7 |  |

| 20 de Setembro de 1982 21:00 Relatório | União Soviética | 3 – 0                         | Romênia    |  |
| 20 de Setembro de 1982 21:00 Relatório | 15 – –          | Set 1 Set 2 Set 3 Set 4 Set 5 | 11 7 0 – – |  |

Dia6
| 22 de Setembro de 1982 17:00 Relatório | Chéquia | 3 – 0                         | Canadá      |  |
| 22 de Setembro de 1982 17:00 Relatório | 15 – –  | Set 1 Set 2 Set 3 Set 4 Set 5 | 11 9 11 – – |  |

| 22 de Setembro de 1982 19:00 Relatório | Romênia | 3 – 0                         | Argentina  |  |
| 22 de Setembro de 1982 19:00 Relatório | 15 – –  | Set 1 Set 2 Set 3 Set 4 Set 5 | 9 5 13 – – |  |

| 22 de Setembro de 1982 21:00 Relatório | Chéquia | 3 – 0                         | Argentina   |  |
| 22 de Setembro de 1982 21:00 Relatório | 15 – –  | Set 1 Set 2 Set 3 Set 4 Set 5 | 13 11 8 – – |  |

Dia8
| 24 de Setembro de 1982 17:00 Relatório | Romênia | 3 – 0                         | Argentina  |  |
| 24 de Setembro de 1982 17:00 Relatório | 15 – –  | Set 1 Set 2 Set 3 Set 4 Set 5 | 5 7 11 – – |  |

| 24 de Setembro de 1982 19:00 Relatório | União Soviética | 3 – 0                         | Canadá    |  |
| 24 de Setembro de 1982 19:00 Relatório | 15 – –          | Set 1 Set 2 Set 3 Set 4 Set 5 | 5 6 9 – – |  |

| 24 de Setembro de 1982 21:00 Relatório | China  | 3 – 1                         | Romênia      |  |
| 24 de Setembro de 1982 21:00 Relatório | 7 15 – | Set 1 Set 2 Set 3 Set 4 Set 5 | 15 4 12 10 – |  |

## Fase Final

### Disputa de 7o e 8o
| 25 de Setembro de 1982 18:00 Relatório | Coreia do Sul | 3 – 0                         | Romênia     |  |
| 25 de Setembro de 1982 18:00 Relatório | 15 – –        | Set 1 Set 2 Set 3 Set 4 Set 5 | 3 13 12 – – |  |

### Disputa de 5o e 6o
| 25 de Setembro de 1982 15:00 Relatório | Bulgária   | 3 – 1                         | Chéquia      | Ginásio do Maracanãzinho, Rio de Janeiro |
| 25 de Setembro de 1982 15:00 Relatório | 15 12 15 – | Set 1 Set 2 Set 3 Set 4 Set 5 | 11 4 15 10 – | Ginásio do Maracanãzinho, Rio de Janeiro |

### Disputa de 3o e 4o
| 25 de Setembro de 1982 18:00 Relatório | China  | 3 – 0                         | Japão | Ginásio do Maracanãzinho, Rio de Janeiro |
| 25 de Setembro de 1982 18:00 Relatório | 15 – – | Set 1 Set 2 Set 3 Set 4 Set 5 | 7 – – | Ginásio do Maracanãzinho, Rio de Janeiro |

### Final
| 25 de Setembro de 1982 21:00 Detalhes | Seleção Brasileira | 3 - 2                         | Seleção Soviética | Ginásio do Maracanãzinho, Rio de Janeiro Público: 20.000 |
| 25 de Setembro de 1982 21:00 Detalhes | 2 15 13 15         | Set 1 Set 2 Set 3 Set 4 Set 5 | 15 13 12 15 7     | Ginásio do Maracanãzinho, Rio de Janeiro Público: 20.000 |

| Cores do Time · Cores do Time · Cores do Time · Cores do Time · Cores do Time · Brasil | Cores do Time · Cores do Time · Cores do Time · Cores do Time · Cores do Time · União das Repúblicas Socialistas Soviéticas |

## Classificação Final
| Pos.   | Equipe          |
| ------ | --------------- |
| Ouro   | Brasil          |
| Prata  | União Soviética |
| Bronze | China           |
| 4o     | Japão           |
| 5o     | Bulgária        |
| 6o     | Chéquia         |
| 7o     | Coreia do Sul   |
| 8o     | Romênia         |

### Campeão
| 1o Mundialito de Voleibol        |
| -------------------------------- |
| · Brasil · Campeão · (1º título) |